# Estación Miguel Torres
Miguel Torres era una estación ferroviaria que se ubicaba en el Departamento General López, Provincia de Santa Fe, Argentina.

## Historia
Su construcción finalizó en 1910 a cargo del Ferrocarril Rosario a Puerto Belgrano.
- Datos: Q5843748